# Chaitan Khosla
Chaitan Khosla (Marathi चैतन खोसला; * 14. August 1964 in Pune) ist ein indischstämmiger Chemieingenieur an der Stanford University.
Khosla erwarb 1985 einen Bachelor am Indian Institute of Technology und 1990 einen Ph.D. am California Institute of Technology. Als Postdoktorand arbeitete er am britischen John Innes Centre. Er hat an der Stanford University eine Professur für Chemieingenieurwesen, für Chemie und für Biochemie inne.
Khosla konnte wesentlich zur Aufklärung der Biokatalyse der Polyketide beitragen, wodurch sich neue Wege zur Entwicklung von Arzneistoffen ergaben. 1995 gründete er Kosan Biosciences zur kommerziellen Nutzung dieser Kenntnisse. Das Unternehmen wurde 2008 von Bristol-Myers Squibb aufgekauft.
2002 gründete er unter dem Eindruck der Erkrankung seiner Frau und seines Sohnes an Zöliakie die Celiac Sprue Research Foundation zur Entwicklung von Medikamenten gegen diese Erkrankung – zunächst unabhängig von der Unterstützung durch die Pharmaindustrie. Gemeinsam mit seinem Studenten Lu Shan entwickelte Khosla eine Peptidase, um ein kurze aber besonders toxische Peptidsequenz des Glutens als schädigendes Agens zu inaktivieren. Das von Khosla gegründete Unternehmen Alvine Pharmaceuticals entwickelt Medikamente gegen Zöliakie. Ein Ansatz ist eine orale Einnahme einer Enzymkombination zur Inaktivierung von Gluten.

## Auszeichnungen (Auswahl)
- 1999 Alan T. Waterman Award der National Science Foundation[7]
- 1999 Eli Lilly Award in Biological Chemistry der Sektion Biochemie der American Chemical Society[8]
- 2000 American Chemical Society Award in Pure Chemistry der American Chemical Society[9]
- 2006 Fellow der American Association for the Advancement of Science
- 2007 Mitglied der American Academy of Arts and Sciences[10]
- 2009 Mitglied der National Academy of Engineering[11]
- 2018 Prelog-Medaille und -Vorlesung
- 2020 Mitglied der National Academy of Sciences